# Jarebitsa
Jarebitsa (Bulgaars: Яребица Yarebitsa (‘patrijs’), Turks: Çillerçiren) is een dorp in het noordoosten van Bulgarije. Het dorp is gelegen in de gemeente Doelovo in  de oblast Silistra en ligt ongeveer 36 km ten zuiden van Silistra. Het dorp ligt 324 km ten noordoosten van de Bulgaarse hoofdstad Sofia en 186 km van de Roemeense hoofdstad Boekarest.

## Bevolking
In de laatste officiële cijfers van het Nationaal Statistisch Instituut van Bulgarije woonden er 1.309 personen in het dorp.
|  |

De bevolking van het dorp Jarebitsa bestaat nagenoeg uitsluitend uit etnische Turken.
| Etnische samenstelling van de respondenten (2011) | Etnische samenstelling van de respondenten (2011) | Etnische samenstelling van de respondenten (2011) | Etnische samenstelling van de respondenten (2011) | Etnische samenstelling van de respondenten (2011) |
| ------------------------------------------------- | ------------------------------------------------- | ------------------------------------------------- | ------------------------------------------------- | ------------------------------------------------- |
|                                                   |                                                   |                                                   |                                                   |                                                   |
| Bulgaren                                          | Bulgaren                                          |                                                   | 0,0%                                              | 0,0%                                              |
| Turken                                            | Turken                                            |                                                   | 99,7%                                             | 99,7%                                             |
| Roma                                              | Roma                                              |                                                   | 0,0%                                              | 0,0%                                              |
| Anders/Onbekend                                   | Anders/Onbekend                                   |                                                   | 0,3%                                              | 0,3%                                              |